# Schälen

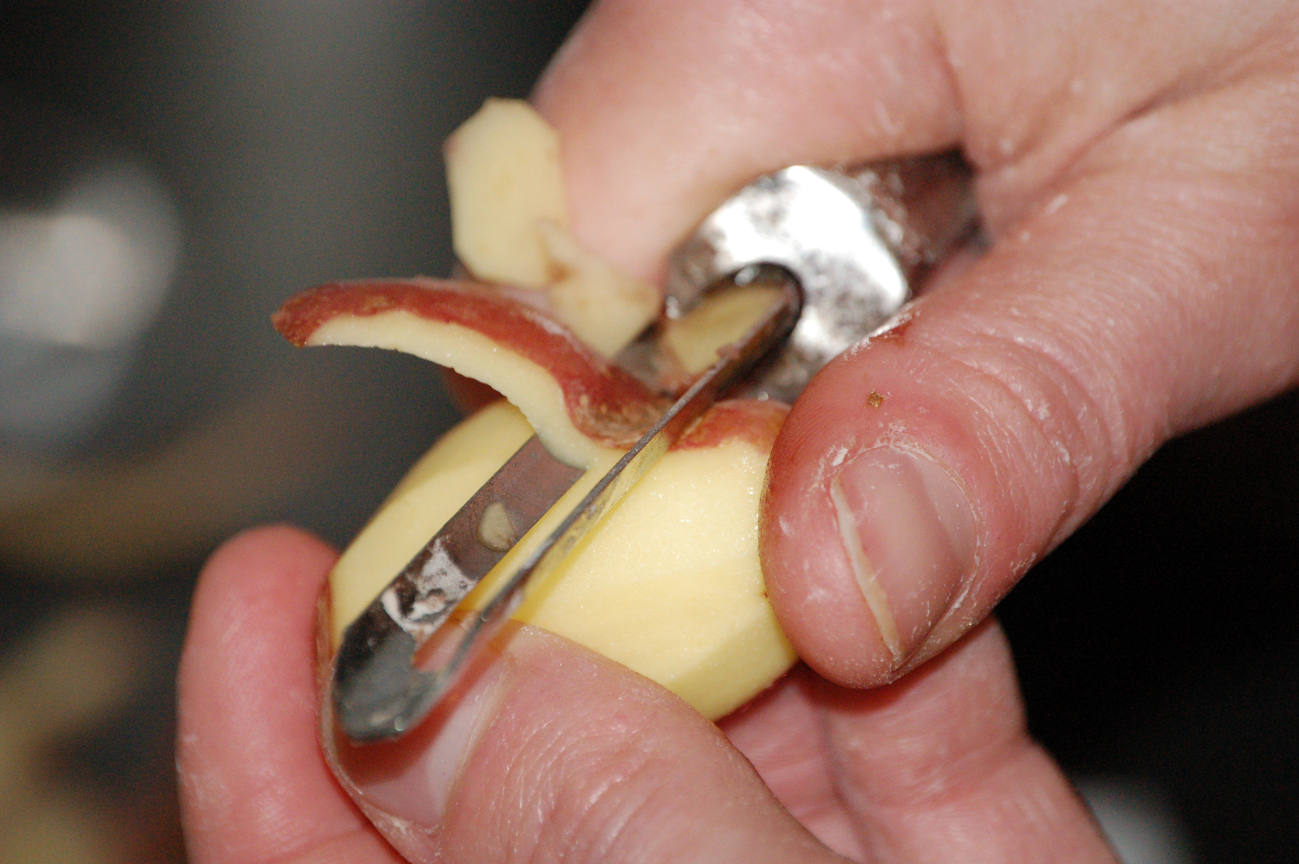
Kartoffel schälen

Schälen im weitesten Sinne bedeutet einem Objekt die äußere Schicht oder Schale zu entfernen. Dazu kommt häufig ein Messer oder einer Ziehklinge zum Einsatz.
Bestimmte Obst- und Gemüse-Sorten werden zur Vorbereitung auf die Weiterverwendung beim Kochen oder zum direkten Verzehr geschält, etwa mit einem Sparschäler und Schälmesser.
Nadelholzstämme werden manchmal nach dem Fällen geschält, also von ihrer Rinde befreit, um Befall mit Schädlingen zu vermeiden (insbesondere der Borkenkäfer der Fichten).
Stehende Bäume werden durch Rot-, Sika- und Damwild geschält, dieser Wildschaden wird Schälung genannt.
Man spricht auch bei der Erneuerung der Haut davon, dass sich die ablösende Haut schält. 